# Atomica bionda
Atomica bionda (Atomic Blonde) è un film del 2017 diretto da David Leitch.
La pellicola, con protagonista Charlize Theron, è l'adattamento cinematografico della graphic novel del 2012 The Coldest City, scritta da Antony Johnston e illustrata da Sam Hart.

## Trama
Nel novembre 1989, una decina di giorni prima del crollo del muro di Berlino, l'agente dell'MI6 James Gascoigne viene ucciso a colpi di arma da fuoco dall'agente del KGB Yuri Bakhtin, che ruba la Lista, un documento in microfilm nascosto nell'orologio da polso di Gascoigne contenente i nomi di tutti gli agenti dei servizi segreti (su entrambi i lati) attivi a Berlino e i loro affari.
Il giorno dopo, Lorraine Broughton, una spia di alto livello dell'MI6, viene inviata a recuperare la Lista e le viene detto di tenere d'occhio Satchel, un famigerato doppio agente del KGB. Arrivando a Berlino, subisce un'imboscata da parte di agenti del KGB che parlano inglese e apparentemente si fingono la sua stessa squadra dell'MI6, che tentano di consegnare un messaggio dal loro capo, Aleksander Bremovych. Riesce a scappare facendo schiantare la loro macchina e viene immediatamente raccolta dal suo vero contatto, l'anticonformista capo della stazione MI6 David Percival. Percival è dipendente dallo stile di vita bohémien che conduce da entrambi i lati del muro. Risentito nei confronti di Lorraine e della supervisione implicita da Londra che lei porta, sembra non disposto a collaborare con lei. Lorraine perquisisce l'appartamento di Gascoigne e scopre una foto di lui e Percival. Percival aveva precedentemente negato di conoscere Gascoigne, quindi sospetta che Percival fosse dietro la polizia di Berlino Ovest che le aveva teso un'imboscata mentre lei perquisiva l'appartamento di Gascoigne. Quando Lorraine visita un ristorante menzionato dagli agenti del KGB incontra Bremovych, ma viene "salvata" da Delphine Lasalle, un'agente francese alle prime armi. Sebbene Lorraine sia inizialmente sospettosa nei confronti di Delphine, alla fine iniziano una relazione sessuale. Delphine suggerisce di lavorare insieme.
Percival, dopo aver pedinato Lorraine, sorveglia un orologiaio che ha visitato. Vede Bachtin entrare nello stesso negozio. Bachtin dice all'orologiaio che ha un orologio pieno di segreti che venderà al miglior offerente. L'agente della CIA Emmett Kurzfeld incontra Lorraine a Berlino, porgendole un giornale contenente un numero che, quando chiamato, informa che Satchel è stato compromesso. 
Durante l'estrazione di Spyglass, Percival gli spara segretamente quando gli agenti del KGB non sono in grado di farlo. Lorraine combatte diversi agenti del KGB mentre salva il ferito Spyglass, che annega quando la loro macchina viene spinta in un fiume dall'agente del KGB la cui macchina Lorraine si è schiantata quando è arrivata a Berlino. Lorraine arriva a Berlino Ovest e si rende conto che Percival ha piantato una cimice nel suo cappotto. Lo dice a Delphine, che chiama Percival e lo minaccia dicendogli che era a conoscenza del suo incontro con Bremovych. Percival va all'appartamento di Delphine e la uccide, fuggendo quando Lorraine arriva pochi istanti dopo. Lorraine scopre le fotografie scattate da Lasalle e si rende conto che Percival ha letto la Lista. Percival brucia il suo rifugio e tenta di fuggire, ma Lorraine arriva, lo uccide, vendicando Delphine, e prende la Lista.
Più tardi, Lorraine viene portata per essere interrogata dal dirigente dell'MI6 Eric Gray e Kurzfeld. Mentre è lì, scopre che Percival aveva detto a Gray che aveva la Lista e che era "molto vicino a Satchel". Presenta le fotografie di Delphine e le registrazioni audio manipolate, che dipingono Percival come Satchel. Nega di sapere dove si trovi la Lista, non lasciando all'MI6 altra scelta se non quella di chiudere il caso.
Tre giorni dopo, a Parigi, Lorraine, che ora parla in russo, incontra Bremovych, che la chiama "compagna Satchel". Bremovych, avendo appreso da Percival che c'è di più in Satchel di quanto sapesse in precedenza, ordina ai suoi uomini di ucciderla. Lorraine uccide i suoi scagnozzi. Poi, parlando con un accento americano, dice a Bremovych di avergli sempre fornito informazioni sbagliate per manipolare il KGB. Poi lo uccide. Lei e Kurzfeld tornano negli Stati Uniti con la Lista. Nella loro conversazione, è implicito che Lorraine sia in realtà un'agente triplogiochista e abbia sempre lavorato per la CIA.

## Produzione
Inizialmente David Leitch doveva dirigere il film John Wick - Capitolo 2 insieme a Chad Stahelski, ma il 2 ottobre 2015 Leitch lascia il sequel di John Wick per dirigere questo film, all'origine intitolato The Coldest City, come la graphic novel da cui è tratto.
Le riprese del film, il cui budget è stato di 30 milioni di dollari, sono iniziate il 22 novembre 2015 a Budapest per poi spostarsi a Berlino.

## Promozione
L'8 marzo 2017 vengono diffusi i primi due teaser trailer del film, mentre il trailer esteso viene diffuso il 10 marzo seguito dalla versione italiana.

## Distribuzione
Il film è stato presentato al South by Southwest il 12 marzo 2017.
La pellicola è stata distribuita nelle sale cinematografiche statunitensi a partire dal 28 luglio 2017, mentre in Italia il 17 agosto dello stesso anno.

## Accoglienza

### Incassi
Nel primo fine settimana di programmazione nelle sale statunitensi, la pellicola si posiziona al quarto posto con un incasso di 18,6 milioni di dollari.
In totale il film ha incassato 100 milioni di dollari in tutto il mondo.

### Critica
Sul sito Rotten Tomatoes il film ottiene il 78% delle recensioni professionali positive, con un voto medio di 6,56 su 10, basato su 329 critiche, mentre sul sito Metacritic ottiene un punteggio di 63 su 100 basato su 50 recensioni.
IndieWire ha posizionato il film al 25º posto dei miglior film d'azione del XXI secolo.

## Riconoscimenti
- 2018 - MTV Movie & TV Awards[14]
  - Candidatura per il miglior combattimento (Charlize Theron contro Daniel Hargrave e Greg Rementer)

## Sequel
In occasione di un'intervista nell'aprile 2018, Charlize Theron ha confermato il sequel della pellicola e successivamente anche lo sceneggiatore Kurt Johnstad ha dichiarato all'Hollywood Reporter di essere pronto al sequel e di vedere una storia completa narrata sull'arco di tre film.
Nel luglio 2020 Charlize Theron dichiara che il sequel è in fase di sviluppo per Netflix, che produrrà e distribuirà il film.